# 東京都都民安全推進本部
東京都都民安全推進本部（とうきょうととみんあんぜんすいしんほんぶ、 英: Office for Promotion of Citizen Safety, Tokyo Metropolitan Government ）は、かつて存在した東京都庁の部局のひとつ。都民が安全安心を実感できるセーフシティの実現に向けて「都民安全・治安対策」「交通安全」「若年支援」の各施策に取り組む。
2005年8月1日、警察庁で局長や長官官房監察官を務めた竹花豊が、石原慎太郎知事の下、自身が本部長を務める「緊急治安対策本部」と「青少年育成総合対策推進本部」、及び生活文化局都民生活部の一部を統合して、青少年・治安対策本部が発足。下記業務の他に「こころの東京革命」運動を推進。2010年には、漫画やアニメを非実在青少年として規制する東京都青少年の健全な育成に関する条例改正を推進したが、漫画家や出版社などから強い反発を受け、社会問題となった。
2019年4月1日、前身の青少年・治安対策本部で所管していた業務の一部を保健福祉局や生活文化局に移管し、規模を縮小し、名称を変更した。
2022年4月、東京都生活文化局と統合し廃止。

## 業務

### 青少年育成
青少年の健全な育成を目的に、引きこもりやニート対策、非行少年の立ち直り支援、通学路の安全対策、不健全図書類の規制、インターネット上の有害情報対策などを扱う。

### 治安対策
振り込め詐欺対策や不法滞在外国人対策、落書き消去活動の支援を行っている。また、2004年より「歌舞伎町浄化作戦」が展開され、歌舞伎町で営業する違法な風俗店および客引き等の取締りが定期的に実施された。

### 交通安全
飲酒運転や交通事故防止、暴走族対策、渋滞対策等を行っている。渋滞対策では、「スムーズ東京21拡大作戦」から「ハイパースムーズ作戦」と名称を変えながらも、交差点等道路施設の改良や信号制御の高度化などハード・ソフト両方を組合わせ渋滞の解消を図る施策を実施している。

## 組織
本部長は警察庁からキャリアの警察官僚が出向。
- 本部長（警視監級が出向する）
  - 総合推進部
    - 総務課
    - 都民安全推進課
    - 治安対策課
    - 交通安全課
    - 若年支援課

## マスコットキャラクター
- のんぴー（スムーズ東京21拡大作戦）（終了）
- ハイパー星人ススムくん（ハイパースムーズ作戦）
- みまもりぃぬ

## 組織再編
2019年4月、東京都は引きこもり対策に力を入れるため、青少年・治安対策本部を「東京都都民安全対策本部」に名称変更した。それまで青少年・治安対策本部が引きこもり対策を担当していたが、引きこもり問題が深刻化していることから、福祉保健局に同問題の部署を移管。他にも青少年対策の一部が生活文化局に移管された。これにより青少年・治安対策本部は80人規模から60人～70人規模に縮小されることとなった。2022年4月、東京都生活文化局や東京都オリンピック・パラリンピック準備局と統合し生活文化スポーツ局の都民安全推進部に改組。